# Хвощинский, Владимир Васильевич
Влади́мир Васи́льевич Хвощи́нский (1856 — после 1930) — русский офицер и общественный деятель, член III Государственной думы от Нижегородской губернии.

## Биография

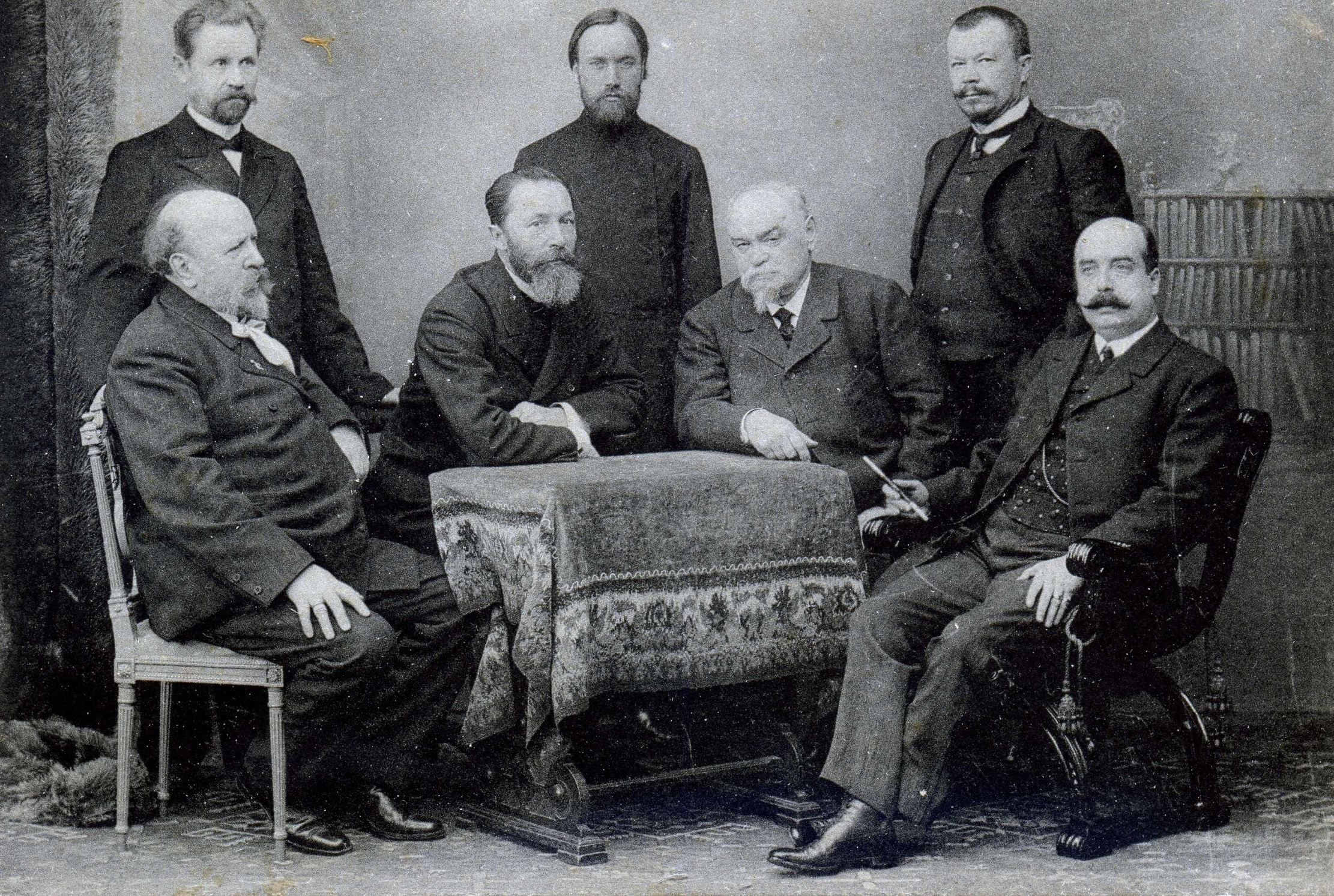
Члены III Государственной думы от Нижегородской губернии. Стоят: Н.В. Зуев, М.Н. Гришкин, А.В. Иконников; cидят: А.Е. Фаворский, В.В. Хвощинский, А.А. Савельев, Г.Р. Килевейн

Происходил из потомственных дворян. Землевладелец Макарьевского уезда Нижегородской губернии (родовое имение в 1129 десятин и приобретённое имение в 3013 десятин).
Окончил Нижегородскую военную гимназию в 1874 году и 3-е военное Александровское училище в 1876 году, откуда вышел офицером в Санкт-Петербургский гренадерский полк.
Участвовал в русско-турецкой войне 1877—1878 годов, награждён орденами Святой Анны 4-й степени с надписью «за храбрость», Святого Станислава 3-й степени с мечами и бантом, а также Святой Анны 3-й степени с мечами и бантом. В 1881 году окончил Николаевскую академию Генерального штаба, после чего оставил военную службу и посвятил себя общественной деятельности.
Избирался гласным Макарьевского уездного и Нижегородского губернского земских собраний, почётным мировым судьёй, председателем уездной земской управы и Макарьевским уездным предводителем дворянства. В 1893—1906 годах был председателем Нижегородской губернской земской управы. Дослужился до чина действительного статского советника (1901). Состоял председателем попечительного совета двух женских гимназий. Пять раз призывался в состав сельско-хозяйственного совета Министерства земледелия.
В 1900 году назначен директором Кавказских Минеральных Вод, где проявил себя как выдающийся организатор и администратор. При его содействии там построена первая в стране распределённая сеть электроснабжения региона (ГЭС на р. Подкумок и дизельная ЭС), запущена трамвайная сеть, построены многие архитектурные памятники.
В 1905 году вызван в Санкт-Петербург, где назначен членом совета Главноуправляющего землеустройством и земледелием, в каковой должности состоял до избрания в Государственную Думу 3-го созыва. В 1907 году избран членом III Государственной думы от Землевладельцев Нижегородской губернии. Входил во фракцию октябристов. Состоял товарищем председателя комиссии по государственной обороне, а также членом комиссий: по запросам, по исполнению государственной росписи доходов и расходов, бюджетной и по переселенческому делу.
По окончании депутатских полномочий состоял почётным опекуном Совета Александровского губернского Дворянского банка в Нижнем Новгороде. Был председателем совета директоров Общества взаимного кредита. В августе 1917 года участвовал в Государственном совещании в Москве.
В 1930 году арестован, 16 сентября того же года приговорён к пяти годам лагерей с заменой на высылку в Сибирь, отправлен в Иркутск. Дальнейшая судьба неизвестна.

## Семья
Был женат на Екатерине Ипполитовне Хвощинской (Зыбиной; ум. предположительно в 1931 году), от которой родились дети:
- Василий — лейтенант Императорского Гвардейского экипажа (императорская яхта «Полярная звезда»), иммигрировал в США в 1917 году. Умер в 1983 году в Гринвиче, штат Коннектикут.

- Ипполит — лейтенант гвардии Преображенского полка, участник Первой мировой войны, кавалер ордена Св. Георгия. В гражданскую войну был полковником, возглавил батальон («Батальон Хвощинского») в армии А. В. Колчака. Убит под Омском в 1919 году рядовыми.

- Татьяна — замужем за князем А. В. Мустафиным (Нижегородская губ.). Умерла в ссылке в Куйбышеве в 1936 году.

- Надежда — художница АХР (окончила Академию художеств в Ленинграде), художник кооператива ИЗО. Арестована 2 декабря 1930 года (или по делу Преображенцев «Весна», или по делу Евг. Поселянина), расстреляна в Ленинграде 13 февраля 1931 года.

## Награды
- Орден Святой Анны 4-й ст. с надписью «за храбрость» (1878)
- Орден Святого Станислава 3-й ст. с мечами и бантом (1878)
- Орден Святой Анны 3-й ст. с мечами и бантом (1878)
- Высочайшее благоволение (1886)
- Орден Святой Анны 2-й ст. (1888)
- Орден Святого Владимира 3-й ст. (1896)
- Высочайшая благодарность (1897)
- медаль «В память Русско-Турецкой войны 1877—1878 гг.»
- медаль «В память царствования императора Александра III»
- медаль «В память коронации Императора Николая II»
- медаль «За труды по первой всеобщей переписи населения»
- медаль «В память 300-летия царствования дома Романовых»

Иностранные:
- бухарский орден Золотой звезды 1-й степени с бриллиантами (1903)
- турецкий орден Османие 2-й степени